# Gerstl Ede
Gerstl Ede (? – ?) kétszeres magyar bajnok labdarúgó, csatár.

## Pályafutása
1908 és 1909 között 11 mérkőzésen szerepelt az FTC-ben, amelyből hét bajnoki, két nemzetközi és két hazai díjmérkőzés volt. Kétszeres magyar bajnok és egyszeres Challenge Cup-győztes volt a csapattal.

## Sikerei, díjai
- Magyar bajnokság
  - bajnok: 1908–09, 1909–10
- Challenge Cup
  - győztes: 1909